# OKINAWA100シリーズ
OKINAWA100シリーズは、沖縄県南風原町の印刷会社である近代美術が出版する沖縄のスポット情報誌。

## 概要
100シリーズというタイトルの通り、特定の分野から、100の店舗、企業を紹介する、B6版のポケット誌である。
沖縄そば、沖縄ラーメンなどのグルメ情報から、雑貨、ホテル、企業等、さまざまな分野を扱う。